# Politischer Mythos
Ein politischer Mythos ist eine intellektuelle und emotionale Erzählung über eine historische Person, einen politischen Sachverhalt oder ein politisches Ereignis mit einem kollektiven, sinn- und identitätsstiftenden Wirkungspotential. Sein integratives Potential entfaltet dieser Mythos dabei über soziale und kulturelle Gräben hinweg, wobei er eine selbstverständlich-fraglose Geltung erlangt. Seine Wirkung ist komplexitätsreduzierend; unüberschaubare Zusammenhänge werden mit Hilfe einfacher Wahrnehmungsschemata in geordnete Strukturen gebracht. Charakteristisch für einen politischen Mythos ist, dass das kommunizierte politisch-soziale Geschehen nicht gemäß den empirisch überprüfbaren Tatsachen interpretiert wird, sondern auf eine erzählerisch selektive und stereotypisierte Weise. Spielt bei einer Utopie oder Ideologie die Zukunft eine herausragende Rolle, so steht bei einem politischen Mythos die historische Erinnerung im Mittelpunkt. Er kann aber auch eine komplette Fälschung und dennoch ideologiestützend sein. Im Gegensatz zum religiösen Mythos fehlt dem politischen Mythos der Bezug zu einer transzendenten, jenseitigen Welt.

## Abgrenzung

### Verhältnis zur Ideologie
Der Medienwissenschaftler Andreas Dörner wies im Rahmen einer Fallstudie zum Thema „Politischer Mythos“ darauf hin, dass die Begriffe Mythos und Ideologie im wissenschaftlichen Sprachgebrauch häufig als vollständige oder partielle Synonyme verwendet werden, „wobei mitunter auch die Grenze zwischen Ideologie und Theorie aufgehoben wird“. Um sich gegen derartige begriffliche Unschärfen und allgemeine Definitionen der Begriffe zu wenden, stellte er den erzählerischen Aspekt des Mythos heraus: Demnach sei der Begriff „Mythos mit seiner Struktur einer symbolisch verdichteten Erzählsequenz“ von den Begriffen Ideologie und Theorie abzugrenzen, „wenngleich es hier ohne Zweifel Übergänge und Mischformen gibt und insbesondere die Tiefenstruktur dieser semiotischen Gattungen starke Ähnlichkeiten aufweisen können.“ Neben diesem Hinweis auf die stark narrative Anlage des politischen Mythos als allgemeines Abgrenzungskriterium wird in der Literatur außerdem angegeben, dass der politische Mythos im Gegensatz zur Ideologie keine umfassende Weltdeutung liefere.
Eine genauere Unterscheidung zwischen politischen Mythen, Utopien und Ideologien hat der Politikwissenschaftler Yves Bizeul vorgenommen. Bizeul, der die Ideologie in Anlehnung an eine Definition von Cornelius Castoriadis als handlungsorientierte Überzeugungskomplexe von Ideen, Idealen, Glaubensaussagen, Doktrinen und Symbolen zu fassen versuchte, sah in ihr „das Substrat, auf dem Utopien und politische Mythen gedeihen“. Dieser Definition zufolge ist die Ideologie (in der Regel) eine Bedingung für die Existenz eines politischen Mythos. Nur in Ausnahmefällen ergebe sich eine umgekehrte Kausalität, indem „eine Ideologie einem Mythos entstammt und durch ihn geformt wird“. Mit anderen Worten: Der politische Mythos wird von Bizeul allgemein als ein Teil der Ideologie aufgefasst. In spezieller Hinsicht kann ebenso eine ganze Mythengruppe ein integrativer Bestandteil einer modernen Staatsideologie sein.
Ein Unterschied zwischen dem älteren, vorindustriellen Mythos und der Ideologie sei, so Bizeul, dass der Mythos Menschen zusammengebracht und für einen Zusammenhalt gesorgt habe; somit eine integrative Wirkung entfaltet habe. Ideologien, vor allem „Abschottungs- und Verschlussideologien“, würden demgegenüber spaltend wirken und Kräfte gegen Andersdenkende mobilisieren. Betont wurde mit diesem Ansatz eine strukturelle Differenz: Während eine Ideologie eine Entweder-oder-Struktur aufweise, sei die Sowohl-als-auch-Struktur ein Merkmal des älteren Mythos gewesen. Bizeul konstatierte, dass „diese Offenheit bei den modernen politischen Mythen teilweise verloren gegangen“ sei: „Denn sie wurden eingesetzt, um willentlich eine (nationale, soziale, ‚rassische‘ oder weltanschauliche) Gruppe von anderen abzusetzen.“ Diese moderne Abgrenzung erfolge aber nicht durch den Mythos selbst, sondern aufgrund seiner modernen Dienstfunktion für die Ideologie. Ideologien seien auf die Emotions- und Vorstellungswelt des politischen Mythos angewiesen, um sich in einer Bevölkerung verwurzeln zu können. Entsprechend ihrer Struktur und Funktion seien politische Mythen somit ein Bestandteil von modernen Ideologien.

### Verhältnis zur Utopie
Neben der analytischen Gegenüberstellung von Ideologien und politischen Mythen, versuchte Bizeul ebenso die Differenzen zwischen politischen Mythos und Utopie herauszuarbeiten. Ebenso wie die Historikerin Heidi Hein-Kircher diagnostizierte er für den politischen Mythos den damit verbundenen Wunsch nach Abschaffung von Komplexität und Unübersichtlichkeit. Jedoch würde dieses Merkmal nicht primär auf die Utopie zutreffen, für die in erster Linie die Hoffnung auf eine Versöhnung in der Totalität sowie der letztendliche Wunsch nach Abschaffung des Politischen schlechthin charakteristisch sei. Als Gemeinsamkeit zwischen dem älteren, vorindustriellen Mythos und der Utopie müsse indes beiden eine Erzählfunktion zugerechnet werden. Dementsprechend könne ein Mythos im Kern einer Utopie vorhanden sein. Der Unterschied liege aber auch darin, dass Utopien Staatsentwürfe mit Bezug zu einer imaginären Zukunft seien; hingegen sei der ältere Mythos eine Erzählung über einen Schöpfungsakt, mit der im Gegenwartsbezug ein Sinn sowie Orientierung vermittelt wird.
Nicht zuletzt auf der Grundlage seiner Bloch-Lektüre gelangte Bizeul zu dem Ergebnis, dass die Utopie im 20. Jahrhundert ihre ehemalige Bedeutung und Funktion verloren habe. Nach ihm seien die großen, „konkreten Utopien“ gescheitert. Das allgemeine Bewusstsein darüber werde allerdings von einer Reaktivierung von Mythen begleitet. Die gerne vertretene Auffassung, dass dem modernen politischen Mythos aufgrund seines Vergangenheitsbezugs im Gegensatz zur Utopie, die als progressiv ausgerichtet angesehen werde, ein konservativer Zug eigen sei, teilte Bizeul mit Blick auf eine Studie von Jan Assmann indessen nicht. Nach Assmann habe sich im politischen Mythos eine „utopische Erinnerung“ aufbewahrt, weshalb der politische Mythos auch emanzipatorische und die Gesellschaft transformierende Kräfte entfalten könne. So stellte Bizeul für das Verhältnis von modernem politischen Mythos und Utopie fest: „Mythos und Utopie weisen beide eine regressive und eine progressive Janusköpfigkeit auf und erfüllen ähnliche Funktionen. Sie integrieren, stiften Sinn und mobilisieren Energien, die befreiend sein können, dienen aber immer wieder auch der Legitimation von Herrschaft.“ Die strenge Dichotomie fortschrittlich/rückwärtsgewandt gelte demzufolge nicht. Zwar könne der politische Mythos – wie die Utopie – auf eine Zukunft verweisen, aber, im Gegensatz zur Utopie, eine Alternativgesellschaft niemals detailliert beschreiben.

### Verhältnis zur Legende
Vereinzelt wird der Mythos nicht von der Legende unterschieden. So definierte der Mythenforscher Gilbert Durand seinen Mythosbegriff bewusst recht breit, da dieser den ganzen Bereich des Imaginären umfassen sollte. Andreas Dörner stellte hingegen heraus, dass sowohl die Ideologie als auch der politische Mythos „kollektiv verankerte, deutungskulturell gepflegte politische Sinngeneratoren“ darstellen. Diese Eigenschaft würde sie zugleich von den Gattungen Sage, Märchen und Legende abgrenzen, da der Wirklichkeitsbezug dieser Genres spielerischer und unverbindlicher sei. Im Gegensatz zum politischen Mythos, der eine kollektive politische Wirkung entfalte, blieben sie deshalb weitgehend auf den Bereich von privaten und familiären Diskursen und Fantasien beschränkt. Der Philosoph Reinhard Brandt beschäftigte sich in seinem Aufsatz „Mythos und Mythologie“ zwar nicht systematisch mit dem Verhältnis des politischen Mythos zur Legende, erläuterte dieses allerdings an einem konkreten Beispiel. Dabei erklärte er, dass das Wort Mythos zwar „in einem legeren Sinn“ an die Stelle von Legende treten könne, wenn vom Staat die Rede ist, umgekehrt jedoch nicht. Legenden würden sich zudem „an historisch oder vielleicht auch mythisch gesicherte Personen und Ereignisse“ anschließen, wobei sie zwar keine Gewähr für die Richtigkeit des Erzählten übernehmen, aber „im Prinzip wahr“ sein könnten. Diese Kann-Bestimmung ist bei Bizeul bezüglich des Mythos nicht zu finden: So schrieb er, dass der politische Mythos – im Gegensatz zum Märchen und zur Fabel – zumindest „immer einen Teil Wahrheit beinhaltet“.
In einem Buch der Politikwissenschaftlerin und Historikerin Raina Zimmering, in dem die Autoren das Nachlassen der Bindekraft eines politischen Mythos am Beispiel der mexikanischen Gesellschaft im 20. Jahrhundert nachwiesen, nahm der Wissenschaftler Oliver Schulz den in den 1940er Jahren zur Nationalkunst avancierten Muralismus in den Fokus. Am Beispiel des dort dargestellten Revolutionsmythos stellte er die politische Legende als einen Teil des politischen Mythos heraus. So konstatierte Schulz:
„Charakteristisch ist die Benutzung alter Mythen, um ganz neue Mythen aufzubauen, die mittels einer Vielzahl von monumentalen Bildproduktionen in öffentlichen Gebäuden einer für die Etablierung notwendigen breiten Öffentlichkeit zugänglich gemacht werden sollten. Für die Schaffung neuer Mythen findet u. a. mittels Aufhebung von Zeit und Ort eine Verwischung von Legende und Wirklichkeit, von historischen Ereignissen und kulturellen Wurzeln mit aktuellen gesellschaftlichen Prozessen und Persönlichkeiten statt.“

### Weitere Abgrenzungen
Neben den Abgrenzungen zur Ideologie, Utopie und Legende wird in der Literatur auch eine Abgrenzung zum Begriff Geschichtspolitik vorgenommen. Als wesentlicher Unterschied wird herausgestellt, dass sich der Begriff politischer Mythos eben nicht allein auf historische Ereignisse beziehe. Der Begriff Geschichtspolitik sei deshalb weitaus enger gefasst.

## Typisierung

### Klassifizierung von Mythen
Je nachdem, wie Autoren den Begriff politischer Mythos von anderen Begriffen abgegrenzt und definiert haben, ergeben sich unterschiedliche Typologien. Ein weiteres Kriterium, das die jeweils präsentierte Typologie mitbestimmt, ist der Ausdifferenzierungsgrad. So unterschied der Politikwissenschaftler Dieter Nohlen im Rahmen eines Artikels seines Lexikons der Politikwissenschaft vor allem historisch geprägte politische Mythen – wie etwa die publizierten Nationalepen zwischen dem 15. und 19. Jahrhundert, entscheidende „Schlachten“ in Kriegen (z. B. Amselfeld, Trafalgar, Waterloo, Sedan, Verdun, Somme, Stalingrad) oder eine Reihe von Herrschern und Politikern – von zukunftsgerichteten politischen Mythen, bei denen beispielsweise mit Blick auf die Idee der Revolution oder des Fortschritts sowie äquivalent zur geschichtlichen Erinnerung starke Zukunftserwartungen eine Rolle spielen können.
Heidi Hein-Kircher unterschied in ihrem wissenschaftlichen Aufsatz Politische Mythen demgegenüber zwischen Personen-, Ereignis-, Raum- und Zeitmythen. Unter einem Personenmythos verstand sie ein auf Heroen bezogenes geistiges Konstrukt, mit dem „die Gegenwart als Ergebnis der Leistung der mythisch verklärten Person gesehen wird“. Beispielhaft führte sie Staats- und Reichsgründer sowie Gründer von politischen Bewegungen an, die als Führer, Vater oder Lehrer zu Vorbildern von Gesellschaften stilisiert werden. Zu den Ereignismythen seien demgegenüber vor allem verklärt thematisierte Schlachten oder Revolutionen zu zählen. Als wesentliches Merkmal von Raummythen stellte Hein-Kircher sakralisierte Vorstellungen von Territorien und von Zeitmythen die Erzählungen von politischen Blütezeiten heraus, die als konstitutiv für die jeweilige Gesellschaft angesehen werden.

### Grenzen der Klassifizierung
Auf eine allgemein nicht eindeutig durchführbare Zuordnung des Begriffs „Geschichtsmythos“ zu den politischen Mythen legte sich der Literaturwissenschaftler Dietmar Rieger im Rahmen seiner Untersuchung der in Frankreich zum Nationalsymbol erhobenen und zur Nationalheldin stilisierten Jungfrau von Orléans fest. Nach ihm sei dieser Mythostyp angesichts von möglichen theogenen, kosmogonischen, eschatologischen und anderen Inhalten „nicht zwingend und meist nicht nur“ der Kategorie des politischen Mythos als zugehörig aufzufassen. Die Grenzen der Klassifizierung werden mithin dort gezogen, wo das Politische im Mythos analytisch nicht mehr deutlich vom Religiösen geschieden werden kann. Der Sprach- und Literaturwissenschaftler Tim Lörke behielt hingegen in diesem Fall den Begriff politischer Mythos bei und verstand diesen als einen integrativen Bestandteil von „politischer Religion“.

## Charakteristika

### Erscheinungsformen
Der Berliner Politikwissenschaftler Herfried Münkler unterscheidet drei Erscheinungsformen politischer Mythen, die stets eng aufeinander bezogen seien: Erzählung, Bild und Inszenierung. Die Erzählung mache den eigentlich Wesensgehalt des Mythos aus; er müsse immer wieder neu und auch immer wieder anders erzählt werden. Diese narrative Variation sei die eigentliche „Arbeit am Mythos“ im Sinne Hans Blumenbergs, ohne die der Mythos zum Dogma erstarre. Im Gegenzug dazu stelle seine Verbildlichung in der Historienmalerei oder im Denkmal eine Verfestigung dar: Im einmal geschaffenen Bild lege sich der Künstler auf eine für verbindlich erklärte Variante der mythischen Erzählung fest. Die dritte Erscheinungsform sei die rituelle Inszenierung, etwa in Form von jährlich begangenen Gedenk- und Feiertagen mit ihren Festreden, Umzügen und Paraden.

### Wahrheitsgehalt des Mythos
Mit dem Begriff politischer Mythos wird ein spezieller möglicher Aspekt des allgemeinen Begriffs Mythos beschrieben, wenn mit diesem eine „glorreiche, ruhmvolle Vergangenheit“ bzw. eine idealisierte Vorstellung der Vergangenheit betont wird. Gekoppelt sein kann diese Beschreibung sodann an eine Definition von politischer Mythos als politischer Glaube, mit dem zur Rückbesinnung an eine vergangene, als „wahr“ gedachte politische Ordnung appelliert wird. Wahrheit entsprechend dieser Definition ist allerdings keineswegs im Sinne von diskursiver Überprüfbarkeit im Bereich der Wissenschaft zu verstehen. In Anlehnung an die klassische Mythologie könnte hier, wie Andreas Dörner vorschlug, von „Wahrheiten des Glaubens“ gesprochen werden, deren Kern die „Wirksamkeit“ des Mythos ausmacht, wobei dieser Aspekt zugleich eine „magische“ Dimension des politischen Mythos deutlich werden lässt.
Bereits im zweiten Band seiner „Philosophie der symbolischen Form“, das erstmals 1925 unter dem Titel „Das mythische Denken“ publiziert wurde, setzte sich der Philosoph Ernst Cassirer genauer mit der Frage nach der „objektiven Wahrheit“ des Mythos auseinander. Seiner Mythostheorie zufolge stünden sich Mythos, den er als eine „symbolische Form“ auffasste, und Vernunft (Logos) nicht antagonistisch gegenüber; nach ihm gäbe es vielmehr eine wechselseitige Durchdringung. In diesem Zusammenhang sprach Cassirer von einer „Erinnerungs-Wahrheit“. Diese Wahrheit des Mythos läge nicht in einem Vergangenheitsbezug, sondern in einer sich ereignenden Gegenwart, die die kollektive Geschichte real konstituiert. Cassirer sah diese „Erinnerungskultur“ so vor allem durch eine pragmatische Macht des Bewusstseins gekennzeichnet, weniger durch ihre Erinnerungsobjekte im Sinne eines Rückbezugs.
Der Politikwissenschaftler Claus Leggewie, der dem „Mythos des Neuanfangs“ in der Bundesrepublik Deutschland nachspürte, lehnte sich ebenfalls an die „klassische“ Auffassung von Mythos bei seiner Begriffsbestimmung an. Nach dieser sei der Mythos „ein autoritäres Wort, welches das Gegebene bezeichnet, oder, was ihn in die Nähe des Numinosen rückt, offenbart“. Und er ergänzte: „Der politische Mythos beglaubigt, was im Gemeinwesen ist und sein soll, schafft also Glaubwürdigkeit in der ganzen Breite des Wortsinns von Legitimation. Mythen begründen, als Charta der sozialen Ordnung, Selbstverständnis und Selbstverständlichkeiten einer Gesellschaft. Dadurch haben Mythen Be-Gründungskraft, im wörtlichen wie im übertragenen Sinne.“ Aus analytischer und kritischer Perspektive wendete Leggewie auf den politischen Mythos indessen noch einen anderen Wahrheitsbegriff an. So schrieb er ferner:
„Politische Mythen enthalten dabei immer Elemente von Wahrheit und Lüge, von Geschichtsschreibung und Prophetie, von Vergangenheit und Zukunft. Sie sind insofern wahr und falsch zugleich. Indem sie soziale und politische Wirklichkeiten begründen, sind sie wahr. Indem sie der Gemeinschaft eine Zukunft weisen, erfüllen sie sich selbst. Indem sie fälschen oder etwas verschweigen (und das tun alle Mythen), säen sie den Zweifel an ihrer Gültigkeit und damit die Keime der Dissidenz, den Gegen-Mythos.“

### Problematisierung des Mythos
Unter dem Eindruck seiner politischen Erfahrungen in den 1940er Jahren legte sich Ernst Cassirer auf eine Neubestimmung des Staates unter dem Aspekt des politischen Mythos fest. Nunmehr differenzierte er zwischen einem Mythos im Sinne einer unbewussten Symboltätigkeit und einem Mythos, der auf dem Hintergrund eines politischen Interesses bewusst erzeugt wird. In seinem 1949 posthum herausgegebenen Werk Vom Mythos des Staates beschrieb er eine besondere Gefahr, die von modernen politischen Mythen ausgehen würde, im direkten Vergleich mit menschlichen Affekten, Zwang und Unterdrückung; eben so, wie sich diese Phänomene in der Geschichte der Politik und Geschichte der Religion gezeigt hätten:
„Sie unternahmen es, die Menschen zu wandeln, um imstande zu sein, ihre Taten zu regulieren und zu beherrschen. Die politischen Mythen handelten auf dieselbe Weise wie eine Schlange, die versucht, ihre Opfer zu lähmen, bevor sie angreift. Die Menschen … wurden besiegt und unterworfen, bevor sie sich klar gemacht hatten, was eigentlich geschah.“
Nach Cassirer fände der politische Mythos dabei seine Entsprechung in politischen Riten, die in einem totalitären Staat eine uniforme Gleichgerichtetheit und Aufhebung der Grenzen zwischen Staat und Privatsphäre zur Konsequenz haben, was den Verlust der Individualität, der Freiheit und des Interesses für die persönliche Verantwortung bedeute. Einschränkend merkte er allerdings an, dass die politische Raffinesse, Menschen in der Moderne mittels politischer Mythen fügsam zu machen, nicht allein den Erfolg eines Adolf Hitler erklären könne. Im Rahmen seiner Forschung nahm er so zugleich eine ideengeschichtliche Perspektive ein, wobei sein besonderes Interesse dem Staatsidealismus des Philosophen Georg Wilhelm Friedrich Hegel galt. Denn dieser habe den souveränen Staat letztlich gepriesen, glorifiziert und sogar vergöttert. Sein Staatsverständnis repräsentiere deshalb ein Selbstverständnis in Deutschland, das eine Erklärung für die Faszination des politischen Mythos in der Zeit des Faschismus liefern könne.

### Kosten-Nutzen-Abwägungen
Gegen eine Perspektive, die den politischen Mythos ausschließlich im Licht der Unwahrheit, Geschichtsklitterung, Täuschung und des Betruges auffasst und daraus eine Politik der Aufklärung ableitet, wendete 2004 der Politikwissenschaftler Herfried Münkler in einem Aufsatz zum Thema „Der Antifaschismus als Gründungsmythos der DDR“ ein, dass in diesem Diskurs häufiger mit polemischen als mit analytischen Begriffspaaren gedacht werde. Bei seiner Untersuchung nahm er sich vor, in Anlehnung an den Philosophen Hans Blumenberg politische Mythen danach zu befragen, „inwieweit sie durch sinnhaft strukturierte Erzählungen Sinn verbürgen, dadurch Vertrauen in die eigene Handlungsmächtigkeit stiften und somit politisches Handeln im Sinne eines Zusammenhandelns von Menschen überhaupt erst ermöglichen.“ Dabei erwog er zugleich, dass dem Nutzen von politischen Mythen fast immer auch Kosten gegenüber stünden – „und die Kosten der politischen Mythen sind zumeist hoch“. Da Münkler allerdings den politischen Mythos, den er begrifflich als eine „riskante Erzählung“ fixierte, als Bedingung für politisches Handeln auffasste und den von ihm diagnostizierten positiven Aspekten des Mythos etwas abgewinnen wollte, folgerte er: „Erst eine Welt ohne Politik würde eine Welt ohne politische Mythen sein. Aber das heißt bei weitem nicht, daß Mythos gleich Mythos ist.“ Erforschung des politischen Mythos könne deshalb auch bedeuten, dass sie als „Suche nach Erklärungen für das Gelingen und Scheitern politischer Gemeinschaften […] im Bereich des ihnen jeweils zugrundeliegenden Orientierungswissens“ begriffen wird.

## Deutsche Nationalmythen
Die wichtigsten Mythen der Deutschen sind nach Herfried Münkler (s. Lit.):
- Arminius (Hermann der Cherusker): Die Personifikation der Germania, Kämpfer gegen Fremdherrschaft, für nationale Eigenständigkeit, verwendet im Kampf gegen Napoleon, aber auch im Kampf Luthers gegen Rom. Arminius/Hermann und Barbarossa werden als Denkmäler zu Vorgängern Kaiser Wilhelms I.
- Barbarossa: Der im Kyffhäuser schlafende Kaiser, wichtig bei der (Wieder-)Begründung des Kaiserreichs 1871.
- Siegfried und die Nibelungen: Die hinterhältige Ermordung Siegfrieds durch Hagen kehrte wieder in der „Dolchstoßlegende“. Die Nibelungentreue (Zug nach Osten und Treue im Kampf, notfalls bis in den Tod) spielte sowohl beim Kriegseintritt Deutschlands an der Seite Österreichs im Ersten Weltkrieg eine Rolle als auch bei den verlustreichen Kämpfen des Deutschen Reichs in Russland im Zweiten Weltkrieg.
- Faust: Beispiel für deutsche Genialität und Erfindungsreichtum, für seelischen Zwiespalt und Aufbegehren gegen Gott, und (in Goethes Faust II) als Erschließer neuen Siedlungslandes.
- Germania: Das von Tacitus gezeichnete Bild der Germanen als edel, sittenrein und entbehrungsstark, ihr Kampf gegen die Römer: Das sind der Papst und alle „Welschen“ (je nach Bedarf Italiener, Franzosen oder Spanier als Inbegriff des Falschen und Entarteten). Die Tugenden der Germanen schaffen das Ideal des deutschen Waldes. In der NS-Zeit wird das „Waldvolk“ der Germanen dem „Wüstenvolk“ der Juden gegenübergestellt.
- Luther: ebenso wie Faust Sinnbild der deutschen grüblerischen Innerlichkeit, auch er wie Herrmann im Kampf gegen die „Welschen“, für nationale Eigenständigkeit.
- Canossa: als Sinnbild des Kampfs gegen Rom und die „Welschen“, für nationale Eigenständigkeit.
- Bismarck: Er verhilft Barbarossa in Wilhelm I. („Barbablanca“) zur Wiederkehr in ein erneuertes Reich, er kämpft gegen die „Welschen“ (Deutsch-Französischer Krieg, „Kulturkampf“ gegen Rom, die römisch-katholische Kirche), in ihm spiegeln sich Hermann/Arminius und Luther, „nach Canossa gehe er nicht“.

Diese nationalen Mythen wurden in einer der jeweiligen politischen Situation angepassten Form vor allem im 19. Jahrhundert benutzt, zur schließlichen Vereinigung der Deutschen im Kaiserreich von 1871, aber auch im NS-Reich zur Begründung der Expansion nach Osten. Neben diesen nationalen Mythen nennt Münkler auch noch den Preußenmythos, den Mythos der Königin Luise, die Stadt Weimar als Hort der bildungsbürgerlichen Klassik, die Stadt Nürnberg als Inbegriff des deutschen Mittelalters (mit großer Altstadt, Burg und Stadtmauer) und den „deutschen Rhein“ (mit seinen historistisch überformten Burgen).
Nach dem Zweiten Weltkrieg gab es zwei Gründungsmythen: Im Westen Deutschlands das „Wirtschaftswunder“, verbunden mit den „Trümmerfrauen“ und dem „Wunder von Bern“ als Zeichen der Wiedergeburt nationalen Selbstbewusstseins, im Osten die geläuterte Wiedergeburt aus dem Geist des „Antifaschismus“. Beide Gründungsmythen haben einen wahren Kern, aber auch Aspekte, die kritisch hinterfragt werden können.